# 1-я бригада (Сербия)
1-я бригада (серб. 1. бригада копнене војске) — комбинированная бригада в составе Сухопутных войск Сербии. Была сформирована в ходе реорганизации сербской армии 31 июля 2006 года из подразделений Нови-Садского корпуса и других армейских частей.
День бригады отмечается 9 ноября. В этот день в 1918 году 7-й пехотный полк сербской армии под командованием майора Воислава Бугарского вошёл в Нови-Сад. 25 ноября Великая народная скупщина приняла решение о присоединении Бараньи, Баната и Бачки к Сербии.
1-я бригада состоит из Штаба, 10-го штабного батальона, 11-го пехотного батальона, 12-го самоходного артиллерийского дивизиона, 13-го дивизиона РСЗО, 14-го артиллерийского дивизиона ПВО, 15-го танкового батальона, 16-го механизированного батальона, 17-го механизированного батальона, 18-го инженерного батальона, 19-го тылового батальона. Штаб бригады расположен в Нови-Саде, а её гарнизоны — в Бачка-Тополе, Шабаце, Сремска-Митровице и Панчеве.

## Вооружение
- M-84 — Основной боевой танк
- M-80 — Боевая машина пехоты
- БТР-50 — Командно-штабная машина
- БРДМ-2 — Разведывательный бронеавтомобиль
- 2С1 «Гвоздика» — 122-мм самоходная гаубица
- M-77 — Реактивная система залпового огня
- Стрела-10 — Зенитный ракетный комплекс
- Bofors L60 — Зенитная пушка

## Командиры
- бригадный генерал Стоян Матинич[4]
- полковник[4], позже генерал-майор Желько Петрович (ранее заместитель командира[5], декабрь 2014[4]—…)
- генерал-майор Джокица Петрович[серб.][6]
- генерал-майор Зоран Наскович (до апреля 2024)[7]
- бригадный генерал Йовица Матич (серб. Јовица Матић) (с апреля 2024)[8]

## Награды
- Орден Заслуги в обороне и безопасности III степени (2017)[9].